# Claopodium whippleanum
Claopodium whippleanum är en bladmossart som beskrevs av Ferdinand François Gabriel Renauld och Jules Cardot 1893. Claopodium whippleanum ingår i släktet Claopodium och familjen Thuidiaceae. Inga underarter finns listade i Catalogue of Life.